# Ciudad Real
Ciudad Real [θjuˈða(ð) reˈal] (auf Deutsch „königliche Stadt“, gegründet als Villa Real, auch Zumba Real genannt) ist eine spanische Stadt und Hauptstadt der gleichnamigen Provinz. Sie liegt in der Autonomen Region Kastilien-La Mancha.

## Lage
Die Stadt liegt etwa 200 Kilometer südlich von Madrid in der zentralen Hochebene Spaniens  628 Meter über dem Meeresspiegel. Sie  hat eine Fläche von 285 Quadratkilometern. Die Einwohner werden Ciudadrealeños genannt. Sie wohnen hauptsächlich in den vier Stadtteilen: Ciudad Real, Las Casas, Valverde und La Poblachuela.

## Geschichte
In Ciudad Real finden sich bedeutende historische Spuren wie das Haus des Hernán Pérez del Pulgar (15. Jahrhundert), das Casa Real de la Caridad (Haus des Lichts, 18. Jahrhundert), die Kathedrale von Ciudad Real, die Kirche Iglesia de la Merced (Gnadenkirche, 18. Jahrhundert), die Kirche Iglesia de San Pedro Apóstol (15. Jahrhundert) und die Iglesia de Santiago Apóstol (14. Jahrhundert). Außerdem ist die Stadt Sitz der Provinzregierung und als Hauptsitz der Universität Kastilien-La Mancha eine Universitätsstadt.

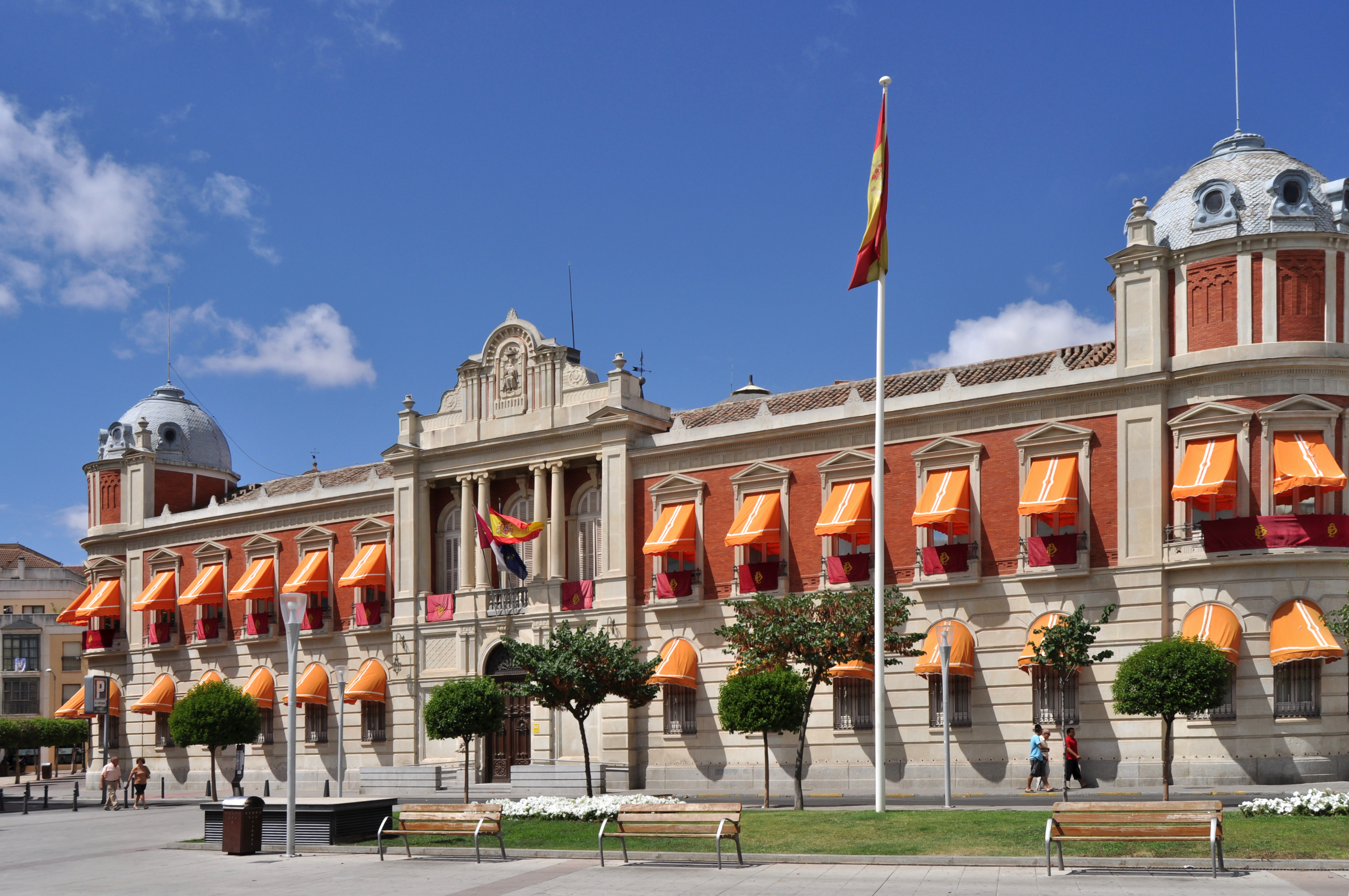
Diputación Provincial in Ciudad Real

Am Rande des Stadtgebietes, nur wenige Kilometer entfernt, liegt der Hügel von Alarcos, von Bedeutung für Archäologen wegen seiner abgeschiedenen mittelalterlichen Burg und als Schauplatz der Schlacht bei Alarcos, in der die Kastilier von den Almohaden (islamische Dynastie in Spanien) 1195 vernichtend geschlagen wurden. Südlich der Stadt liegt das Vulkangebiet von Campo de Calatrava, eines der drei bedeutendsten Vulkangebiete der Iberischen Halbinsel.

## Wirtschaft
Die Wirtschaft wird zu großen Teilen von Holzschnitzerei, Espartogras, Bast, Leder, Keramik und Textilherstellung bestimmt. Regionale gastronomische Köstlichkeiten sind pisto manchego (regional unterschiedliches Gericht aus Tomaten, Paprikaschoten), caldereta (Lammragout), tiznao, asadillo, flores, bizcochá und arrope. Kultureller Höhepunkt sind am 31. Juli das Fest der Pandorga und am 15. August der Tag der Virgen del Prado (Jungfrau der Wiese/des Angers).

## Verkehr
Ciudad Real ist seit der Inbetriebnahme der Schnellfahrstrecke Madrid–Sevilla 1992 an das spanische Hochgeschwindigkeitsbahnnetz angeschlossen.
Ein 2008 eröffneter Flughafen, der erst den Namen Don Quijote de la Mancha trug und später in Aeropuerto Central Ciudad Real umbenannt wurde, sollte mit seiner 4000 Meter langen, auch für Großflugzeuge geeigneten Start- und Landebahn unter anderem Verkehr vom überlasteten Großraum Madrid abwerben. Stattdessen musste er im November 2011, nur drei Jahre nach seiner Eröffnung, mangels Verkehrs wieder geschlossen werden, und war eine der größten Investitionsruinen Spaniens. Die insolvente Betreibergesellschaft des Flughafens CR Aeropuertos strebte 2013 einen Verkauf um etwa 100 Millionen Euro – gegenüber mehr als 400 Millionen Euro Baukosten – an. Der Insolvenzverwalter ließ den Flughafen versteigern; das Höchstgebot von 10.000 Euro am 17. Juli 2015 kam von einer chinesischen Investorengruppe, wurde aber vom Gericht als zu geringes Gebot abgewiesen.

## Sport
BM Ciudad Real war eine der Spitzenmannschaften im europäischen Handball. Der vierfache spanische Meister gewann 2006, 2008 und 2009 die EHF Champions League. Aus wirtschaftlichen Gründen zog das Team 2011 nach Madrid um und spielt dort seitdem unter dem Namen BM Atlético de Madrid als Teil des vor allem durch seine Fußballabteilung bekannten Clubs Atlético Madrid.
Im Jahr 2011 wurde der Handballverein Club Balonmano Caserío Ciudad Real, im Jahr 2013 Club Balonmano Alarcos Ciudad Real gegründet.

## Persönlichkeiten
Söhne und Töchter der Stadt:
- Alonso Dávila (1486–1542), Entdecker und Konquistador
- Beatriz de Estrada (um 1524–1590), genannt „la Santa“, einflussreiche Adlige aus Aragón
- Joaquín Araújo Ruano (1851–1894), Maler, Grafiker und Buchillustrator
- José Castillejo (1877–1945), Pädagoge und Begründer des Instituto-Escuela
- Lorenzo Palomo (1938–2024), Komponist
- Manuel Marín (1949–2017), Politiker
- José Salcedo (1949–2017), Filmeditor
- Juan Andrés Naranjo Escobar (* 1952), Politiker der Partido Popular
- Fernando Luna (* 1958), Tennisspieler
- Elisa Valero (* 1971), Architektin
- Cristina Maestre (* 1975), Politikerin
- Javier Botet (* 1977), Schauspieler
- Jesus Ramirez (* 1979), Radsportler
- Javier Fernández López (* 1980), Handballtrainer und ehemaliger -spieler
- Victoriano Rivas, genannt Nano (* 1980), Fußballspieler
- Ángel Pérez de Inestrosa (* 1986), Handballspieler
- Mercedes Castellanos (* 1988), Handballtorhüterin
- Juan Antonio Pérez (* 1988), Langstreckenläufer
- Javier Alberola Rojas (* 1991), Fußballschiedsrichter
- Ignacio Plaza Jiménez (* 1994), Handballspieler
- Jordi El Niño Polla (* 1994), Pornodarsteller und Webvideoproduzent
- Miguel Sánchez-Migallón (* 1995), Handballspieler
- Marcos Fis Ballester (* 2007), Handballspieler

Persönlichkeiten die vor Ort gewirkt haben
- Rafael Torija de la Fuente (1927–2019), römisch-katholischer  Geistlicher,  Weihbischof in Santander, Titualbischof von Ursona und Bischof von Ciudad Real